# هضبة لاكشمي
هضبة لاكشمي (بالإنجليزية: Lakshmi Planum)‏ هي هضبة موجودة على سطح كوكب الزهرة تغطي مساحة ({\displaystyle \approx 2\times 10^{6}\quad km^{2}}) تقريبًا، تقع إلى الغرب من أرض عشتار وسميت نسبةً إلهة الثروة الهندوسية «لاكشمي».
ترتفع الهضبة بـ 3.5–5 كيلومتر (2.2–3.1 ميل) عن متوسط نصف قطر الكوكب، وهي محاطة بمرتفعات وتضاريس عالية التشوه.
تبدو هضبة لاكشمي داكنة في صور الرادار، ومتجانسة، وتُظهر أشكال ناعمة لتدفقات الحمم.

## طالع أيضًا
- جبل ماكسويل
- مرتفعات أفرودايت
- جيولوجيا الزهرة